# Журавли и карлики
«Журавли́ и ка́рлики» — роман Леонида Юзефовича, опубликованный в журнале «Дружба народов» в 2008 году. Отдельной книгой выпущен издательством «АСТ» год спустя. Победитель премии «Большая книга» за 2009 год.

## Сюжет
Действие романа разворачивается в нескольких временных пластах: Европа XVII века, Москва 1993 года и Монголия 2004 года. В 1993 году историк Шубин пишет для газеты серию очерков о самозванцах. Первый очерк — в жанре пикарески: рассказывает о жизни Тимофея Анкудинова, выдававшего себя за сына царя Василия Шуйского.
Знакомый Шубина, бывший геолог Жохов, пытается заработать деньги коммерческими сделками. После одной неудачной сделки кавказские бандиты ставят его «на счётчик». Жохову приходится прятаться в Подмосковье, где он знакомится с женщиной Катей. Во время октябрьского расстрела Верховного совета Жохов исчезает.
В 2004 году Шубин вместе с женой приезжает в Монголию, чтобы побывать в древнем монастыре Эрдене-Дзу. Там он встречает человека, внешностью похожего и на Анкудинова, и на Жохова, и вспоминает события десятилетней давности.

## Философия истории
Название романа восходит к притче о борьбе журавлей с пигмеями, которая рассказана в «Илиаде». Этот сюжет позволяет авантюристу Анкудинову объяснить хаос «бунташного века», в котором ему довелось жить:
Те журавли и те карлики <…> волшбой своей и чародейской силой входят <…> в иных людей и через них бьются меж собой не на живот, а на смерть. Если же тот человек, в ком сидит журавль или карлик, будет царь, король, цесарское или султаново величество, или гетман, курфюрст, дож, дюк великий или простой воевода, то с ним вместе его люди бьются до потери живота с другими людьми. Спросишь их, отколь пошла та война, и они в ответ чего только не наплетут, потому как нужно что-то сказать, а они знать не знают, что ими, бедными, журавль воюет карлика либо карлик журавля.
Вся история представлена в романе как непрерывная борьба этих двух сил, «которые воюют между собой посредством казаков и поляков, венецианцев и турок, лютеран и католиков, евреев и христиан». Свободна от борьбы только любимая страна автора, Монголия, где жители исповедуют буддийскую созерцательность: «Скакать на коне по родной степи – вот счастье!»
Победа в этой борьбе достанется той стороне, в чьём стане будет хотя бы один представитель противника: «Те и другие потому лишь способны одолеть врага, что удерживают в себе часть его силы». В качестве таких переменных величин и выступают самозванцы наподобие Анкудинова («его, как вакцину, впрыснули в тело державы»). История циклична, и при каждом возвращении хаоса (или смуты) вновь оказывается востребованным самозванчество.

## Критика
Литературные критики обратили внимание на нехарактерность «плутовского романа с буддийскими мотивами» для творчества Юзефовича (получившего известность своей исторической прозой), а также на ярко нарисованные картины нравов и быта безвременья начала 1990-х гг.. «Это качественная беллетристика, в которой напряжённость и авантюрность сюжета уравновешиваются ироническим стилем изложения», — писала «Независимая газета». Обращалось внимание на «исключительное ремесленное мастерство» построения авантюрного романа, на искусно разработанную систему двойников. Как писала Анна Голубкова, «Жохов и его двойники свободны от какой бы то ни было рефлексии», ибо стремятся «получить выгоду в любой ситуации, но обычно эта выгода оказывается иллюзорной». Мыслящим и рефлексирующим  центром романа оказывается историк Шубин, транслирующий авторские оценки происходящего. 
В качестве недостатков книги называли бесчисленные «отзеркаливания» героев и ситуаций, которые ослабляют индивидуальность персонажей и затрудняют читательскую идентификацию с ними:
- Ирина Богатырёва: «Практически любая деталь дублируется, так что в какой-то момент повторы кажутся даже бессмысленными: слон в Париже, в котором прятался Гаврош, находит себе пару в Монголии, но прячутся там уже буддистские монахи-ученики. <…> Не говоря уже о постоянных и нарочитых параллелях между главными героями, жизнь которых — сплошное отражение одних другими и наоборот»[5].
- Варвара Бабицкая: «Навязчивая зарифмованность безупречно подогнанных деталей оборачивается утомительным однообразием. Каждый эпизод похождений самозванца времён Османской империи, отзеркаленных и повторенных его коллегами из других эпох, сделан по чёткой и немудрой схеме, всегда одной и той же: путешествие, перемена религии, женщина, смертельная опасность. <…> От женщин и вероисповеданий, которые меняет как перчатки Тимошка Анкудинов, начинает, наконец, рябить в усталых глазах. Потому что совершенно очевидно, что эпизодов могло бы быть вдвое больше или меньше — форма плутовского романа позволяет нанизывать их бесконечно. <…> Железная авторская воля не даёт нам насладиться фактурой, снова и снова вдалбливая одну и ту же безупречно сформулированную, но, в общем-то, не особенно увлекательную идею»[4].
- Анна Наринская: «Не вызывает сочувствия никто из умело расставленных во времени и пространстве героев романа. Как будто они виновны в чем-то и теперь наказаны неспособностью трогать наши сердца. Леониду Юзефовичу совсем не удалось полюбить время, которое он вполне убедительно рисует „разрушающим душу“, но поэтому ему не удалось полюбить и своих героев»[2].